# (7174) Semois
(7174) Semois es un asteroide que forma parte del cinturón exterior de asteroides y fue descubierto por Henri Debehogne desde el Observatorio de La Silla, Chile, el 18 de septiembre de 1988.

## Designación y nombre
Semois fue designado inicialmente como 1988 SQ. Fue nombrado por el río Semois, en Valonia que nace cerca de la ciudad de Arlon, en Luxemburgo. Fluye desde las Ardenas hasta el río Mosa.

## Características orbitales
Semois orbita a una distancia media del Sol de 3,997 ua, pudiendo acercarse hasta 3,298 ua y alejarse hasta 4,695 ua. Tiene una inclinación orbital de 12,648 grados y una excentricidad de 0,175. Emplea en completar una órbita alrededor del Sol 2918,61 días.
Pertenece al Grupo de Hilda.

## Características físicas
La magnitud absoluta de Semois es 11,78. Tiene 25,526 km de diámetro y su albedo se estima en 0,074.